# 猛毒最終章：最後一舞
是一部2024年美國超級英雄電影，改編自漫威漫畫旗下的反英雄角色猛毒的故事，由哥倫比亞影業和漫威娛樂共同製作，索尼影視娛樂負責發行。本片為索尼影業蜘蛛人宇宙的第五部電影，亦是2021年電影《猛毒2：血蜘蛛》的續集，同时也是毒液三部曲的最后一部。由凱莉·馬修執導（導演首部執導）和撰寫劇本，湯姆·哈迪和馬修共同撰寫劇本，其主演包括哈迪、奇維托·艾吉佛、茱諾·坦普、萊斯·伊凡、佩吉·陸、阿萊娜·尤波奇以及史蒂芬·葛拉翰。
《猛毒最終章：最後一舞》2024年10月25日於美國上映，在影評界獲得混合評價，正面的評論讚揚動作場面和視覺效果，負面的評論則批評編劇和湯姆·哈迪的演出表現。本作也成為猛毒三部曲中票房收入最低的電影。

## 劇情
奇异博士的咒语将艾迪·布洛克和毒液共生體传送至地球-616后，他们醉醺醺地坐在墨西哥一家酒吧里。酒保向他们讲述灭霸和无限宝石的故事时，两人突然被强制送回了地球-688的同一家酒吧。此时新闻头条正报道他们与血蜘蛛大战后杀害帕特里克·穆里根的新闻，艾迪被迫前往纽约洗清自己的罪名，却不知在酒吧留下了微量毒液共生体。
名为"噬界兽"的共生體已开始追踪艾迪·布洛克和毒液。退役士兵雷克斯·斯特里克兰德负责监管51区的"帝国计划"，专门捕获研究坠落地球的其他共生体。实际幸存的帕特里克·穆里根被另一逃脱的共生体附身，成为帝国计划研究员泰迪·佩恩与萨迪（代号"圣诞"）的实验对象，用于调查共生体降临地球的目的。雷克斯·斯特里克兰德随后接到缉拿毒液的命令。
艾迪·布洛克与毒液扒飞机前往纽约途中遭遇噬界兽袭击，坠入内华达沙漠。毒液解释噬界兽是共生体之神努尔派来夺取"生命符码"的——当共生体复活宿主时就会生成这种符码，它能释放被囚禁的努尔。由于毒液曾复活过艾迪·布洛克，他们成为噬界兽的追杀目标。逃脱雷克斯·斯特里克兰德小队伏击后，艾迪·布洛克遇上外星爱好者马丁·穆恩一家，搭便车前往51区。与此同时，帕特里克·穆里根的共生体向雷克斯·斯特里克兰德透露：只有艾迪·布洛克或毒液死亡才能摧毁符码。
在拉斯维加斯賭場，艾迪·布洛克偶遇陈太太，毒液与她共舞时再遭噬界兽袭击。雷克斯·斯特里克兰德小队将分离的毒液与艾迪·布洛克押往51区。萨迪释放毒液使其与重伤的艾迪·布洛克重新融合，此举引来噬界兽进攻。帕特里克·穆里根战死后，毒液释放其他共生体附身萨迪等人抵抗噬界兽，但噬界兽已向努尔发出符码坐标。随着更多噬界兽穿越传送门降临，毒液决定引誘它们進入酸液池並與他們同歸於盡。垂死的雷克斯·斯特里克兰德引爆手雷时，泰迪·佩恩为救萨迪与共生体融合，艾迪·布洛克在爆炸中昏迷。
苏醒后的艾迪·布洛克在医院被告知當局已銷毀所有涉及51区事件的檔案，所以艾迪·布洛克要对真相保持沉默。当他凝望自由女神像怀念毒液时，另一邊的努尔憤怒的表示"毒液既灭，宇宙将亡"。

## 演員
| 演員                | 角色                | 介紹 |
| 湯姆·哈迪           | 艾迪·布洛克／猛毒   | 一位居住在舊金山的調查記者，待人善良且富有正義感，持續追蹤生命基金會的內幕卻因而毀掉生活。之後偶然成為共生體「猛毒」的宿主，這賦予了他“不可思議”的力量。 |
| 奇維托·艾吉佛       | 雷克斯·史特里克蘭   | 追捕艾迪和猛毒的軍人，並獲得了部分猛毒共生體。 |
| 茱諾·坦普           | 泰迪·佩恩博士／苦痛 | 追捕艾迪和猛毒的科學家。 |
| 萊斯·伊凡           | 馬丁·穆恩           | 一位外星人爱好者，特意前往51區看外星人。 |
| 佩吉·陸             | 陳太太              | 與艾迪和猛毒相熟的雜貨店老闆。 |
| 阿萊娜·尤波奇       | 諾娃·穆恩           | 马丁的妻子。 |
| 史蒂芬·葛拉翰       | 派屈克·莫里根／毒素 | 警探，被血蜘蛛分泌出來的共生體附身。 |
| 克拉克·拜寇         | 薩蒂·聖誕           | 科學家。 |
| 克里斯托·費爾南德斯 | 調酒師              | 該角色此前曾在2021年漫威電影宇宙電影《蜘蛛人：無家日》中登場。                                                                                           |
| 安迪·瑟克斯         | 努爾                | 出自漫威漫畫的虛構超級大反派。 |

## 製作
2018年8月，湯姆·哈迪表示他已簽約出演三部《猛毒》電影。2021年9月，哈迪指製片人將繼續開發索尼影業蜘蛛人宇宙，但亦表示他們也有興趣與漫威電影宇宙進行更多的跨界合作。《猛毒2：血蜘蛛》的導演安迪·瑟克斯表示有興趣回歸執導另一部《猛毒》電影，並認為猛毒在未來與遇見蜘蛛人之前有更多值得探索的地方，包括進一步探索雷文克勞夫特精神病院以及囚禁在那裡的其他潛在反派。2021年10月，湯姆·霍蘭德表示他和製片人艾米·帕斯卡曾討論過他可能會在未來的《猛毒》電影中回歸飾演彼得·帕克／蜘蛛人，此前他通過《蜘蛛人：無家日》的片段客串出現於《猛毒2：血蜘蛛》片尾。2022年4月，索尼影業於CinemaCon確認正在開發《猛毒3》。2022年6月，哈迪透露凱莉·馬修正在撰寫劇本，而他也與馬修共同撰寫故事。2022年10月，宣布該片由馬修執導，並與阿維·阿拉德、麥特·托馬赫、帕斯卡、哈奇·帕克（Hutch Parker）和哈迪共同擔任製片人。2022年11月，瑟克斯表示他忙於執導《動物農莊》無法回歸執導《猛毒3》。

### 前期製作
哈迪於2023年2月透露，前期製作工作已經開始進行。2023年4月，茱諾·坦普為未公佈的主演角色開始進行談判。2023年5月，奇維托·艾吉佛參演。2023年6月，電影定於2024年10月上映。

### 拍攝
該片於2023年6月26日於卡塔赫納開始進行主體拍攝，工作標題為「奧威爾」（Orwell）。拍攝地點還包括卡爾布蘭克區域公園。2023年7月，拍攝工作受2023年美國編劇協會大罷工影響暫停。
隨著罷工結束，拍攝工作正式於11月26日復工。2024年2月，克拉克·拜寇參演。

## 宣傳
2024年3月，公布正式片名為《猛毒最終章：最後一舞》（Venom: The Last Dance），上映日期提前至2024年10月25日。2024年6月，釋出首支前導預告，確認佩吉·陸、史蒂芬·葛拉翰和克里斯托·費爾南德斯分別回歸出演陳太太（Mrs. Chen）、派屈克·莫里根以及調酒師（Bartender），並公佈萊斯·伊凡和阿萊娜·尤波奇為演員陣容之一。

## 發行
《猛毒最終章：最後一舞》2024年10月25日於美國上映。此前上映日期曾定於2024年10月、2024年7月12日以及2024年11月8日。

## 迴響

### 評價
電影發行後在影評界獲得普遍負面的評價。爛番茄根據218條評論，本片獲得40%的新鮮度，平均得分4.7／10，觀眾的好評度為75%，平均得分3.9／5。在Metacritic上，本片獲得41分。

### 票房
| 上一届： 《八犬传》           | 2024年日本週末票房冠軍 第43週        | 下一届： 《進擊的巨人 完結篇 THE LAST ATTACK》 |
| 上一届： 《》                 | 2024年韓國週末票房冠軍 第43-44週     | 下一届： 《听说》                              |
| 上一届： 《微笑2》            | 2024年美國週末票房冠軍 第43-45週     | 下一届： 《紅色一號》                          |
| 上一届： 《荒野機器人》       | 2024年台北週末票房冠軍 第43-44週     | 下一届： 《紅色一號》                          |
| 上一届： 《完美物質》         | 2024年香港一週票房冠軍 第43週        | 下一届： 《焚城》                              |
| 上一届： 《完美物質》         | 2024年香港週末票房冠軍 第43週        | 下一届： 《焚城》                              |
| 上一届： 《志愿军：存亡之战》 | 2024年中国内地一周票房冠军 第43-44周 | 下一届： 《焚城》                              |

## 備註
1. 1 2  依照索尼影業蜘蛛人宇宙上映次序。

## 外部連結
- 互联网电影数据库（IMDb）上《猛毒最終章：最後一舞》的资料（英文）
- Box Office Mojo上《猛毒最終章：最後一舞》的资料（英文）
- 爛番茄上《猛毒最終章：最後一舞》的資料（英文）
- Metacritic上《猛毒最終章：最後一舞》的資料（英文）
- 開眼電影網上《猛毒最終章：最後一舞》的資料（繁體中文）
- 豆瓣电影上《猛毒最終章：最後一舞》的資料 （简体中文）